# Eläkeläiset

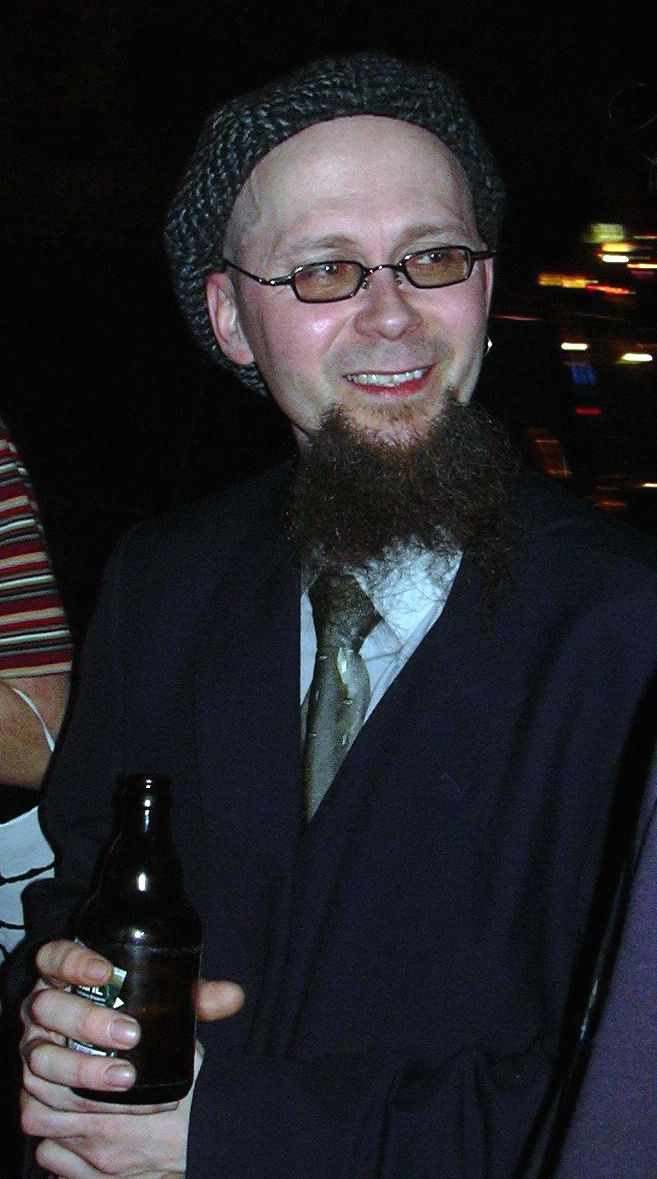
Onni Waris

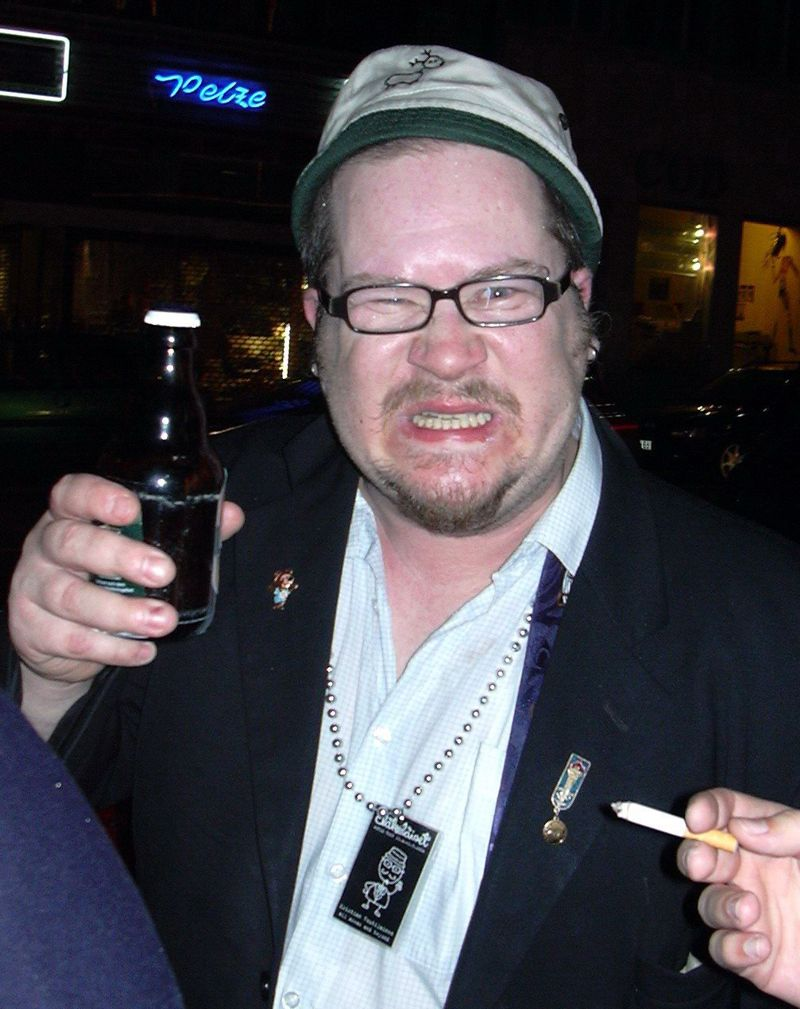
Kristian Voutilainen

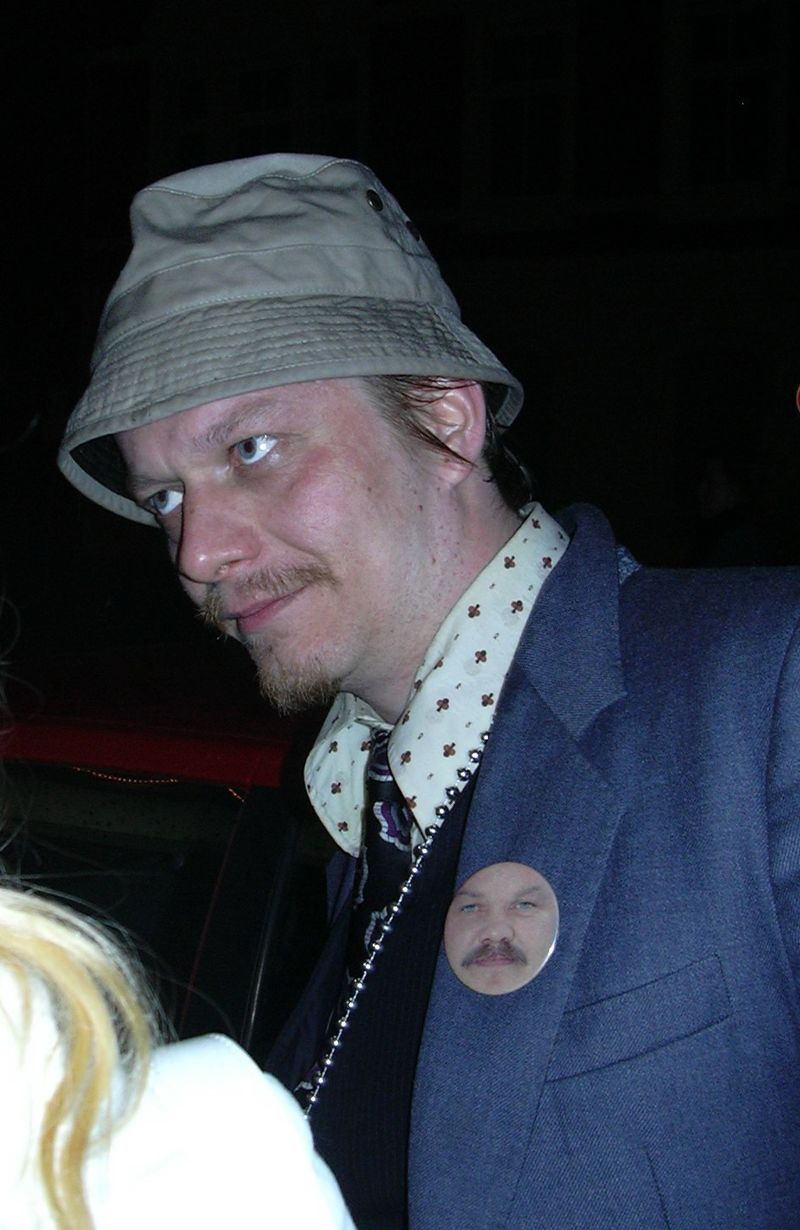
Petteri Halonen

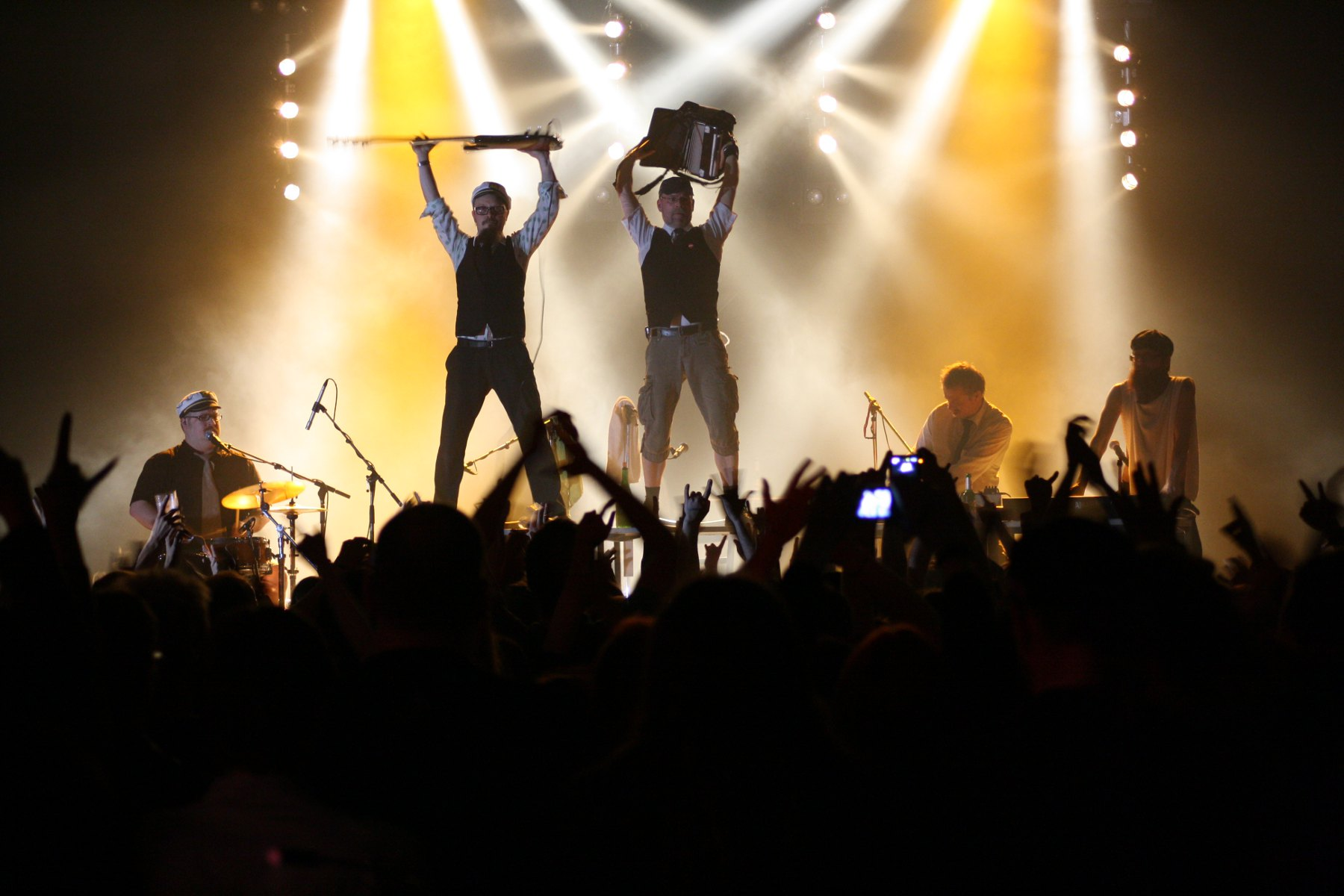
Schlachthof in Wiesbaden

Eläkeläiset (dt. Die Rentner) ist eine 1993 gegründete finnische Humppa-Band aus Joensuu, die meist Coverversionen bekannter Pop- und Rockmusik spielt.

## Geschichte
Eläkeläiset entstand 1993 als ursprünglich nur für ein paar Auftritte geplantes Nebenprojekt einiger Musiker der Band Kumikameli (dt. Gummikamel). Nach einem Auftritt auf dem Provinssirock folgten noch zwei weitere Konzerte auf Festivals in Laituri und Kemijoki. Danach sollte das Projekt eigentlich wieder beendet werden. Dennoch nahmen Onni Waris, Petteri Terävä, Martti Waris und Tapio Santaharju Ende Juni 1994 in improvisierten Studios – laut eigenen Angaben unter anderem einem Bus und einer Sauna – auf Anfrage von Stupido Records ihr erstes Album Humppakäräjät auf. Dem folgten erste Auslandsauftritte auf zwei schwedischen Festivals in Göteborg und Hultsfred. Im Herbst 1994 nahm die Band auch einige Besetzungswechsel vor: Petteri Terävä wurde durch Lassi Kinnunen ersetzt und Tapio Santaharju durch Kristian Voutilainen. 1995 spielte die Band bereits auf über dreißig Konzerten in ganz Finnland und hatte auch wieder einige Auftritte in Schweden. Im Juli des Jahres entstand das zweite Album Humpan Kuninkaan Hovissa.
1996 kehrte Kristian Voutilainen, der zwischendurch als Toningenieur für die Band tätig war, wieder als aktives Mitglied zur Band zurück. Zwei Touren durch Deutschland mit insgesamt 25 Auftritten und ein Konzert auf dem dänischen Roskilde-Festival fanden statt. Bei den Auftritten in Roskilde und Erlangen entstand das erste Live-Album In Humppa We Trust. Zudem unterzeichnete die Band für den Vertrieb ihrer Musik in Deutschland einen Vertrag mit dem deutschen Label TUG-Records und der deutschen Agentur Knock Out Music Service.
Das Jahr 1997 brachte trotz großer Veränderungen im Line-up weitere Touren durch Deutschland, Österreich und Schweden und im Herbst das dritte Studioalbum Humppamaratooni. Auch 1998 und 1999 war der Tourplan der Band voll. Unter anderem trat sie im Sommer 1999 zum ersten Mal auf dem Wacken Open Air auf. Zudem nahmen die Musiker im Oktober 1998 ein weiteres Album auf. Im März 1999 wurde dieses unter dem Namen Werbung, Baby! veröffentlicht. Es ist das erste Album von Eläkeläiset, das es in die finnischen Albumcharts schaffte. Eine kurz zuvor veröffentlichte Split-EP mit Kumikameli stieg – ebenfalls als Premiere – auf Platz 10 in die finnischen Singlecharts ein.
Im Jahr 2000 tourte die Band weiterhin aktiv, allerdings war die Bandzusammensetzung wieder bei vielen Auftritten Änderungen unterworfen. So sprang einige Male Sakari Liimatainen (eigentlich Aku Syrjä von der Band Eppu Normaali) ein. Mit dem Doppelalbum Humppa-Akatemia erschien eine Kompilation, die es in den finnischen Albumcharts bis auf Platz 17 brachte. 2001 trat die Band erstmals in Russland auf, worauf ein russisches Label die Kompilation Humppa! auf den Markt brachte. Ein weiteres Studioalbum – The Speed of Sound – wurde zwar aufgenommen, jedoch aufgrund fehlender Genehmigungen der ursprünglichen Künstler nie veröffentlicht. Neben der bereits traditionellen Frühjahrstour durch Deutschland und Österreich veröffentlichte Eläkeläiset auch 2002 wieder ein Album – Pahvische. Zusätzlich entstand die Weihnachts-EP Joulutorttu.
2003 feierte Eläkeläiset ihr zehnjähriges Bandjubiläum, indem sie auf dem Provinssirock, einem Festival, das zugleich 25-jähriges Bestehen feierte, und auf dem die Band 1993 ihren ersten Auftritt hatte, einen 25-stündigen Humppa-Marathon spielten. Dabei bekamen die Bandmitglieder Unterstützung von früheren Mitgliedern und Session-Musikern, so dass sich insgesamt 16 Menschen immer wieder abwechselten.
2004 fand neben einem weiteren Auftritt auf dem Wacken Open Air und dem Ruisrock auch das erste Konzert in der Schweiz statt. Der zuvor öfter Onni Waris bei Liveauftritten vertretende Petteri Halonen trat als fünftes festes Mitglied der Band bei. Mit Humppaelämää veröffentlichte die Band zudem ein Studioalbum, das aufgrund der immer häufiger werdenden Probleme mit den Eigentümern der für Coverversionen gewünschten Lieder erstmals nur Eigenkompositionen enthielt. 2006 folgte mit Humppasirkus wieder ein Album mit Coverversionen. Weiters veröffentlichte die Band die EP Das Humppawerk, die auf Deutsch gesungene Lieder enthält. 2007 machte die Band erstmals Pause und veranstaltete kein einziges Konzert. Humpakonsertto, das in diesem Jahr erschienene Livealbum, war bereits auf mehreren Gigs im Laufe des Vorjahrs erschienen. 2008 veranstaltete die Band laut eigenen Angaben 26 Konzerte, unter anderem ein Gratiskonzert in Helsinki im Rahmen der 160-Jahr-Feier ihrer Heimatstadt Joensuu. Zusätzlich veröffentlichte die Band das Album Humppa United.
Ende September 2009 gab die Band bekannt, mit der Eigenkreation Hulluna humpasta am Eurovision Song Contest 2010 – von ihnen als „Humppavision Song Contest“ bezeichnet – teilnehmen zu wollen. Die Entscheidung, welcher finnische Beitrag in Oslo mit am Start ist, fiel am 30. Januar 2010 in der Finnischen Vorausscheidung zum Eurovision Song Contest, wo sich Eläkeläiset im Finale der besten Drei nicht gegen Kuunkuiskaajat durchsetzen konnte.
Im März 2014 spielte die Band zwei Konzerte gemeinsam mit dem Sinfonieorchester von Kuopio unter dem Titel Humpfonia.
Im Juli 2014 verließ Schlagzeuger Kristian Voutilainen die Band. Er wird ersetzt durch Tapio Santaharju, der bereits in den 1990er-Jahren Mitglied von Eläkeläiset war.

## Stil
Eläkeläiset spielt meist Coverversionen bekannter Pop- und Rockmusik im schnellen Humppa- oder langsamen Jenkka-Stil. Die Lieder sind oft kaum noch zu erkennen, einprägsame Melodien werden aber meist übernommen. Die Texte sind meistens in finnischer Sprache und setzen sich sowohl aus meist eher respektlosen Übersetzungen als auch eigenen, oft unsinnigen Dichtungen zusammen. Diese Vorgehensweise stieß bei den Plattenfirmen der Originaltitel auf Widerstand, weshalb die Band laut eigener Aussage ihre Versionen von Wind of Change (von den Scorpions) und Smells Like Teen Spirit (von Nirvana) nicht mehr spielen oder veröffentlichen darf. Finnische Bands akzeptieren Coverversionen ihrer Lieder hingegen fast ausnahmslos. So enthält die 2006 erschienene DVD Chaos Ridden Years – Stockholm Knockout Live von Children of Bodom unter anderem eine von Alexi Laiho vorgetragene Coverversion von Eläkeläisets Vihaan humppaa, das ein Cover von Hate Me! von Children of Bodom ist. Lauri Ylönen von The Rasmus wiederum hatte bei einer zufälligen Begegnung das Lied The Falling für ein Cover angeboten.

## Konzerte
Eläkeläiset spielen zwar in der Regel nicht vor großem Publikum, traten aber dennoch bereits auf Festivals wie dem Provinssirock, dem Ruisrock und dem Wacken Open Air vor mehreren zehntausend Besuchern auf. Zu ihren Konzerten fährt die Band bisweilen mit einem privaten Kleinlaster. In früheren Jahren versteckte die Band gelegentlich alkoholische Getränke entlang von Autobahnen und in und um Konzerthallen, nach denen Fans und Konzertbesucher dann suchen konnten.
Das Live-Line-up der Band war oft Schwankungen unterworfen. So gab es bereits mehrere Auftritte, bei denen nur ein einziges der regulären Bandmitglieder anwesend war. Der ehemalige Schlagzeuger Kristian Voutilainen gab in einem Interview 2013 an, dass Eläkeläiset 1997 einmal gleichzeitig auf zwei Konzerten in Helsinki und den Niederlanden aufgetreten seien.
Auch um fehlende Genehmigungen für ihre Coverversionen zu umgehen, schneidet die Band gelegentlich ihre eigenen Konzerte mit und veröffentlicht diese Aufnahmen als Bootlegs.

## Fans
Es existieren mehrere Fangruppen, die Eläkeläiset die Treue halten. Ende der 1990er Jahre gab es einen Fanclub, der sich „Die Rentner-Jugend“ nannte, über dessen Verbleib nichts bekannt ist. 2004 wurde die lediglich lose vernetzte „Humppajugend“ mit mittlerweile diversen Ortsgruppen auf der ganzen Welt gegründet. Die Ausgestaltung und das öffentliche Auftreten der „Humppajugend“ lehnt sich stark an die „Turbojugend“ der norwegischen Band Turbonegro an. Nicht als „Humppajugend“ firmierende Fangruppen bestehen auch in Polen („Polish Humppa Team“) und in Finnland („Humpparetkut“).

### „Geek“-Kultur
Waren die ersten Fans von Eläkeläiset meist im Punk-Umfeld zu finden, haben auch Computer-Geeks noch in den 1990er Jahren die Musik der Finnen für sich entdeckt. Eläkeläiset gilt heute als fester Bestandteil jedes Hackathons und es heißt, weite Teile des OpenBSD-Kernelcodes seien unter Humppa-Einfluss geschrieben worden. Zahlreiche Insiderwitze auf der Webpräsenz des OpenBSD-Projektes zeugen davon.

## Diskografie

### LPs
- Joulumanteli (1994, nur als Kassette veröffentlicht)
- Humppakäräjät (1994, Album)
- Humpan Kuninkaan Hovissa (1995, Album)
- In Humppa We Trust (1996, Live-Album)
- Humppamaratooni (1997, Album)
- Werbung, Baby! (1999, Album)
- Humpan Kuninkaan Hovissa (2000, Album; 2010 Wiederveröffentlichung)
- Humppa-Akatemia (2000, Doppel-Album)
- Humppa Till We Die (2000, CD, Neuauflage von „Humppamaratooni“)
- Humppa! (2001, Album)
- Pahvische (2002, Album)
- Humppaelämää (2003, Album)
- Humppasirkus (2006, CD/LP)
- Humppakonsertto (2007, Live-Album)
- Humppa United (2008, Album)
- Humppabingo  (2009, Best-of-Doppel-Album)
- Humpan Kuninkaan Hovissa (2010, Album, Wiederveröffentlichung, inkl. Bonustracks)
- Humppasheikkailu (2012, Album)
- Humppakalmisto (2013, Album)
- Humppa of Finland (2017, Album)
- Humppamania  (2018)

### EPs
- Humppalöyly (1995, EP)
- Humppaorgiat (1999, mit zensierten Songs)
- Huipputähtien Ykköshitit (1999, Split-EP mit Kumikameli)
- Jenkkapolkahumppa (2001)
- Joulutorttu (2002)
- Katkolla Humppa (2003)
- Keväthumppa (2003)
- Das Humppawerk EP (2006)
- Humpapörriäinen (2014)
- Humppainfarkt (2018)
- Speed Of Sound CDR (2002)

### Singles
- Pyjamahumppa (1995)
- Dementikon Keppihumppa / Take Me to the City (1997)
- Sensational Monsters of Humppa (1998)
- Ja Humppa Soi (2000)
- Kiitokset humpasta / Oparin aarteet (2002, Split-Doppel-Single mit Kumikameli)
- Jukolan humppa (2006)
- Ukki, mitä oli jenkka? (2009)
- Hulluna humpasta (2010, Vinyl)
- Hirsipuuhumppa (2012)

### Videoalben
- Sekoilun Ytimessä 1993–2003 – Ten Years of Finnish Humppa in the Core of Sekolation (2003)